# Dennis Stock
Dennis Stock (né le 24 juillet 1928 à New York, mort le 11 janvier 2010 à Sarasota en Floride) est un photographe américain, membre depuis 1951 de l'agence Magnum Photos.

## Biographie
Il est connu pour ses reportages sur le jazz et ses photographies de l'acteur James Dean. Il réalise également des photos de mode. À la fin des années 1960, il parcourt la Californie et photographie des hippies, des motards, des concerts. Ces photographies témoignent de la liberté, de la jeunesse et de l'esprit de contestation (manifestations des Noirs américains, manifestations contre la guerre du Viêt Nam) qui régnait en Californie à cette époque.

## Prix et récompenses
- premier prix du concours de jeunes photographes Life

## Publications
- Hawaii  (1988)  (ISBN 0-8109-1076-4)
- Provence Memories  (1989)  (ISBN 0-8212-1715-1)
- James Dean: Fifty Years Ago (2005)  (ISBN 0-8109-5903-8)
- Plaisir du jazz, 1959
- Provence, 1988  (ISBN 2-85108-582-4)
- James Dean, La Martinière, Paris, 2005  (ISBN 978-2-7324-3272-4)
- Made in Usa, Cantz, Ostfildern, 1995  (ISBN 3-89322-639-7)

## Articles annexes
- En 2015, sort le film Life de Anton Corbijn qui évoque la relation professionnelle et amicale du photographe avec James Dean en 1955.